# Irene Jerusalem
Irene Jerusalem (* 10. September 1882 in Nikolsburg, Mähren; gest. 10. Juni 1942 im Vernichtungslager Kulmhof) war eine österreichische Lehrerin.

## Leben
Irene war Tochter des Lehrers und Philosophen Wilhelm Jerusalem und seiner Ehefrau Katharina und wohnte mit ihrem Bruder Erwin (27. April 1881–30. Jänner 1943), Richter, und dessen Sohn Hans (1916–2004), dem sie die Mutter ersetzte, an der Adresse Auhofstraße 7A (= Hietzinger Hauptstraße 34B) unweit von Schloss Schönbrunn, der Sommerresidenz Kaiser Franz Josephs I. Sie unterrichtete als Mittelschulprofessorin am Hietzinger Gymnasium Wenzgasse, damals ein Mädchengymnasium, Deutsch und Französisch.

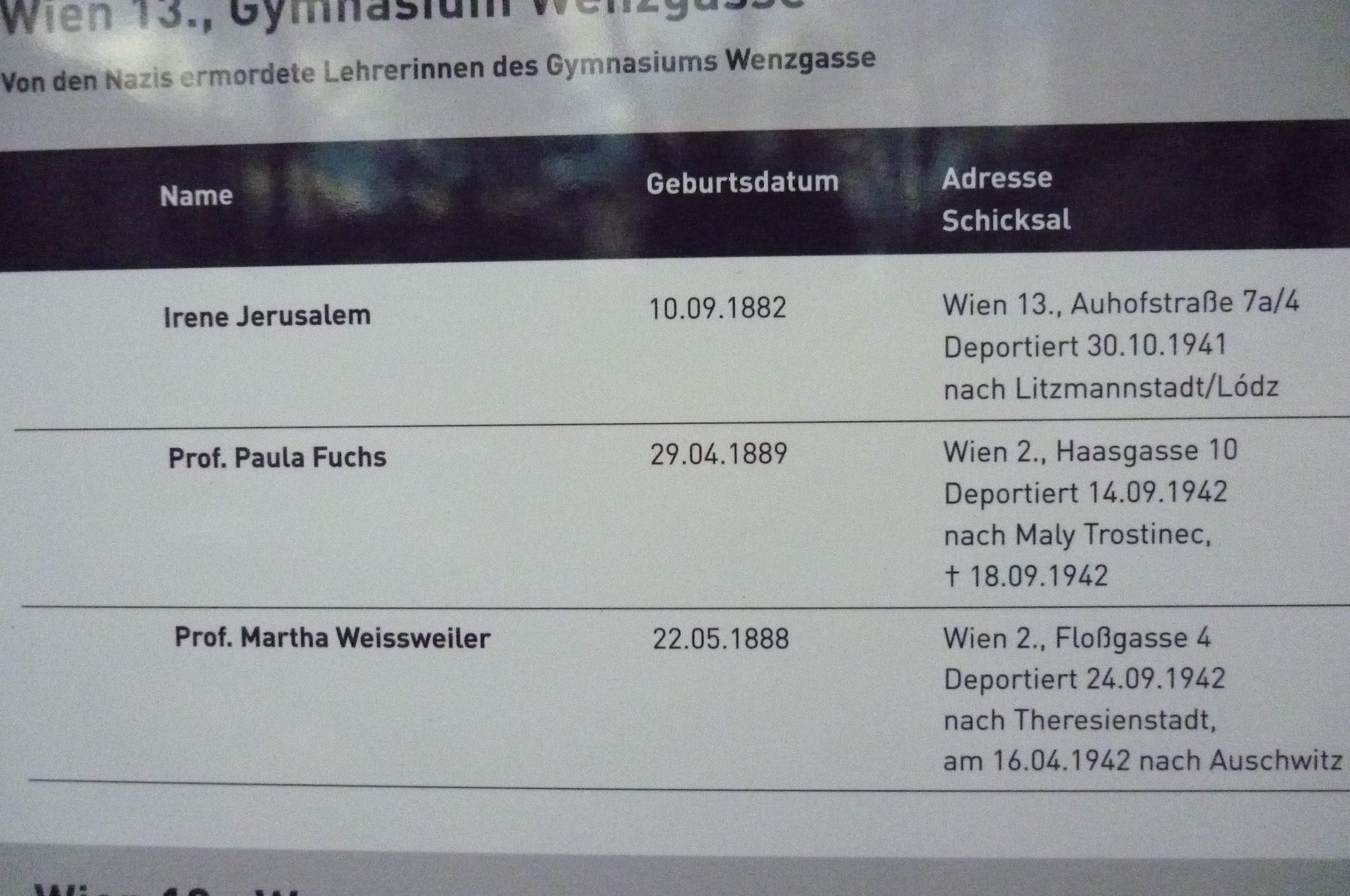
Gedenktafel für die ermordeten Lehrerinnen beim Schultor in der Larochegasse 2; Aufnahme 2014

Anfang der 1930er Jahre beteiligte sich Irene Jerusalem daran, durch Spenden eine Wohnmöglichkeit für (anfangs zehn) obdachlose Mädchen im 16. Bezirk zu finanzieren, und nahm auch am Leben der betreuten Mädchen teil. Träger der Einrichtung war das Settlement, ein in Wien von Frauen gegründeter, bis 1938 aktiver Verein.
1937 trat Jerusalem vorzeitig in den Ruhestand. 1938 mussten mehr als 100 Schülerinnen der Wenzgasse das Gymnasium aus „rassischen“ Gründen verlassen.
Anfang 1941 war sie in Lehmanns Wiener Adressbuch noch als Lyzeallehrerin in Hietzing verzeichnet.
Am 30. Oktober 1941 wurde Irene Jerusalem vom nationalsozialistischen Regime in das Ghetto Litzmannstadt in Łódź (1939–1945 umbenannt) deportiert und kehrte nicht mehr zurück. Ihr Tod wurde offiziell nicht bestätigt, Sterbeort könnte auch das Vernichtungslager Kulmhof sein.
Ihr Bruder Erwin Jerusalem, Oberlandesgerichtsrat bzw. Senatsvorsitzender in Wien, wurde am 30. Jänner 1943 in Auschwitz ermordet.
Auf dem Grabstein ihres Vaters, wo sie wie Bruder Erwin zur Erinnerung genannt ist, wurde als ihre Todeszeit Frühjahr 1942 angeführt (siehe Abb. hier).
Ihr Bruder Edmund (* 17. September 1879 in Nikolsburg, Mähren, gest. 23. März 1962 in Jerusalem, Israel) überlebte den Holocaust.
2006 wurde nach ihr der zwischen Kalmanstraße und Lainzerbach im Westen des Hietzinger Bezirksteils Speising gelegene Irene-Jerusalem-Weg benannt.